# Reise durch Russland
Reise durch Russland (abreviado Reise Russland) es un libro con descripciones botánicas, escrito por Samuel Gottlieb Gmelin, que fue publicado en cuatro volúmenes en 1770-1784.
Su nombre completo es Reise durch Russland zur untersuchung der drey natur-reiche (Viajes por Rusia para el estudio de las tres provincias naturales), publicándose el volumen final por Peter Simon Pallas.